# Sennheiser
Sennheiser electronic GmbH & Co. KG (произн. «Зеннхайзер») — немецкий производитель оборудования для записи, трансляции и воспроизведения звука. Компания основана в 1945 году Фрицем Зеннхайзером изначально под названием «Labor W». Компания по-прежнему остаётся независимым семейным бизнесом.
В 2019 году общий оборот составил 756,7 миллиона евро. По состоянию на декабрь 2020 года в компании работает 2801 сотрудник.

## История
Компания была основана в 1945 году Фрицем Зеннхайзером (1912—2010) и ещё несколькими инженерами из Ганноверского университета изначально под названием «Labor W», что является сокращением от нем. Laboratorium Wennebostel — «Лаборатория в Веннебостеле» (Wennebostel — небольшая деревня в Германии, куда был эвакуирован университет во время Второй мировой войны). В первое время компания занималась изготовлением ламповых вольтметров.
«Labor W» начала производить микрофоны в 1946 году (1-й — DM 1). К 1955 году штат компании состоял из 250 сотрудников, предприятие наладило производство разнообразных товаров, имеющих отношение к звуку: геофизическую аппаратуру, первый микрофон с функцией шумоподавления (DM4), микрофонных трансформаторов, микшерных пультов, миниатюрных магнитных наушников и др. «Labor W» была переименована в «Sennheiser electronic» в 1958 году. В 1968 году компания выпустила первые в мире открытые наушники Sennheiser HD 414, которые создали рынок таких устройств. Успех этой модели послужил мощным толчком для дальнейшего роста продаж и штата сотрудников Sennheiser.
Несмотря на рекордные продажи в 2019 году Sennheiser продала подразделение пользовательской электроники швейцарской Sonova за 200 миллионов евро

## Продукция
- Радиосистемы
- Наушники
- Микрофоны
- Мультимедийные гарнитуры
- Игровые гарнитуры
- Гарнитуры для предприятий (для call-центров и т. п.)
- Авиационное оборудование
- Аудиология (оборудование для людей с ослабленным слухом)
- Средства для конференц-связи, экскурсий и т. п.
- Оборудование, связанное со звукопередачей, звукозаписью, кинематографом, телевидением и пр.